# Škrat
Škrat je literarno-mitološki lik.

## Etimologija
Slovenska beseda škrat (tudi škratelj, škratec) izvira iz starovisokonemške besede scrato »gozdni demon«, kar je sorodno s staroindijanskim scrat(i). Na Goriškem so ga včasih imenovali kapič (zaradi koničaste kape), v Terski dolini škarifič, Valvasor omenja berkmandeljce (nem. Bergmann = rudar) v idrijskem rudniku, ponekod so mu rekli dimek (zaradi sive barve), drevesni škrat je bil lesnik, na Dolenjskem gugljaj (zaradi guganja na drevesih), hišnemu škratu so nekje rekli gospodarček ali šetek, na Nizozemskem pa so za škrata uporabili besedo kabouter.

## Zgodovina
Včasih je bil v Evropi, Rusiji in Sibiriji škrat splošno priznan član človeške družbe. Vsi ljudje so škrate, bitja mraka in noči, redno videvali, le-ti pa so jih nagrajevali, kaznovali, jim pomagali ali jih ovirali.
Po germanskem izročilu lahko škrate enačimo s palčki. Gre za bitja, ki delajo pod zemljo in pridobivajo kovine. Ker so v starih časih poznali samo sedem kovin, so verjeli, da je tudi palčkov oz. škratov natanko sedem. Vsaka od teh sedmih kovin pa je bila v fiziki povezana z enim od planetov (npr. zlato je bilo povezano s soncem). Po starodavnih verovanjih kroži okoli sonca sedem planetov - še dodaten razlog, da je škratov točno sedem.

## Opis
Poleg škratov obstajajo tudi škratice. Odrasel možiček tehta 300 gramov, odrasla ženička pa 250-275 gramov. Škratje nosijo koničaste kape, srajce, hlače z naramnicami, usnjen pas, na nogah pa imajo obute polstene škornje, čevlje iz brezove skorje ali lesene coklje. Vsak škrat ima tudi gosto brado, rahlo privihan nos in rdeča lička.
Škratovo srce je relativno veliko, koronarne žile so široke in odlične kakovosti, količina krožeče krvi in prostornina možganov so večje kot pri človeku, pljuča so velika in globoka, vezno tkivo je skrajno suho in trdo, lasje zgoraj posivijo, žolčnih kamnov ne pozna, konice prstov so občutljive kakor pri slepem človeku, zenica je zelo prožna in njegov bobnič v ušesu je vedno čist.

## Pravljice, kjer se pojavi lik škrata
- Darinka Kobal; Pajčica in škrat Brkec
- Darinka Kobal; Škrat Perkmandeljc
- Bärbel Spathelf in Susanne Szesny; Mali škrat Plenicetat
- Svetlana Makarovič; Škrat Kuzma dobi nagrado in Šuško in gozdni dan
- Jože Sevljak; Kamnov škrat
- Jana Stržinar; Povodnjak in makov škrat
- Bina Štampe Žmavc; Škrat s prevelikimi ušesi
- Franci Rogač; Pravljica o gozdnem škratu
- Marko Kravos; Škrat Škrip Škrap nagaja rad
- Nataša Mrvar; Škrat spančkolin
- Marija Turkalj; Škrat Bruno s prijatelji
- Ambrož Bogataj; Podposteljni škrat
- Julia Volmert; [[Škrat
- (škrat Vid ,ki živi na žagi